# 吉田道代
吉田 道代（よしだ みちよ、1967年 - ）は、日本の社会地理学研究者、和歌山大学観光学部教授。オーストラリアをおもなフィールドとして、都市観光、難民、移民 、ソーシャルマイノリティなどをキーワードとする研究に取り組んでいる。

## 経歴
お茶の水女子大学大学院に学んだ。
摂南大学外国語学部講師、准教授を経て、和歌山大学観光学部教授となっている。
南オーストラリア州立フリンダース大学より、PhDを取得している。

## おもな著作

### 単著
- Yoshida, Michiyo: Women, Citizenship and Migration: The Resettlement of Vietnamese Refugees in Australia and Japan, 2011, Nakanishiya Shuppan.[6]
  - 日本語題：オーストラリアと日本の市民権―ベトナム難民女性の再定住の経験から

### 共編著
- （青木義英、神田孝治との共編著）ホスピタリティ入門、新曜社、2013年